# António Hespanha
António Manuel Botelho Hespanha (Coímbra, 1945-Lisboa, 1 de julio de 2019) fue un historiador y jurista portugués.
Fue uno de los historiadores del derecho portugués más citados internacionalmente y es considerado, juntamente con el español Bartolomé Clavero, uno de los grandes renovadores de la historia institucional y política de los países ibéricos y de los países donde estos han mantenido influencia histórica.
Influyó con sus ideas sobre las últimas generaciones de historiadores y juristas constituyendo su pensamiento la base de la argumentación de numerosos estudios desarrollados principalmente en Portugal y Brasil, pero también en numerosos países europeos y en los Estados Unidos de América.

## Formación, docencia e investigación
Hespanha era licenciado y postgraduado Derecho (Ciencias histórico-jurídicas) por la Universidad de Coímbra, donde ejerció como profesor asistente de Derecho Romano en el período 1968-1974). Fue director general de Enseñanza Superior  (1974-1975) e inspector superior del ‘’Ministério da Educação Nacional’’ de Portugal (1975-1978). Fue profesor asistente en la Facultad de Derecho de la Universidad de Lisboa (1978-1986) y profesor del departamento de Historia en la ‘’Facultad de Ciencias Sociales e Humanas’’ de la Universidad Nueva de Lisboa (1985), donde se doctoró (1987) en Historia y Política Institucional Europea y consiguió la agregaduría (1994) en «Historia Institucional e Política (séculos XIV-XVIII)», con una disertación que después fue publicada bajo el título ‘’Las vísperas del Leviathan. Instituciones y poder político (Portugal, siglo XVII)”.
En el año 1988 ingresó en el ‘’Instituto de Ciências Sociais’’ de la Universidad de Lisboa, donde después fue investigador honorario.
Entre 1995 y 1998 fue comisario general de la ‘’Comissão Nacional para as Comemorações dos Descobrimentos Portugueses’’ (CNCDP). Fue profesor invitado en la Universidad de Yale,  Universidad Autónoma de Madrid, en la ‘’Facoltà di Scienze Politiche’’ de la Universidad de Mesina,  Universidad de Macau Universidad Autónoma de Lisboa, y también fue ‘’Directeur d’Études’’ invitado en la École des Hautes Études en Sciences Sociales, de París, donde impartió, en 1997, la lección inaugural del año académico (Conférences March Bloch).
De 1999 a 2011, año de su jubilación, fue catedrático en la ‘’Faculdade de Direito’’ de la  Universidad Nueva de Lisboa, donde impartía docencia en Historia del Derecho  y Teoría del Derecho. Desde 2011 fue catedrático en los departamentos de Derecho y Relaciones Internacionaless de la Universidad Autónoma de Lisboa, donde impartió docencia en Historia de las Instituciones, Filosofía del Derecho  y Teoría del Estado.
Miembro del Instituto Histórico-Geográfico de Río de Janeiro (2003) y del Instituto de Investigaciones de Historia del Derecho de Buenos Aires (2003).
Miembro de los Consejos Científicos de la ‘’Fundación para la Ciencia y la Tecnología’’ (FCT)  de Portugal,  y de la ‘’Maison des Sciences de l’Homme’’.
Fue también presidente del Consejo Científico de la Fundación para la Ciencia y la Tecnología (área de Ciencias Sociales y Humanidades). Director del CEDIS, ‘’Centro de Estudios sobre Derecho en la Sociedad’’, de la Faculdad de Derecho de la Universidad Nueva de Lisboa y miembro extranjero electo del ‘’Conseil National pour la Recherche Scientifique’’ de Francia .  Desde 2008 Peer Reviewer de la ‘’European Science Foundation’’ para el área de Humanidades y Consejero del Ministerio de Educación de España para el programa Consolider.
‘’Grande Oficial da Ordem de Santiago de Espada’’ por el presidente de la República Portugusa, Jorge Sampaio (1999).
Prémio Totta/Universidade de Coimbra. Concedido el 26 de enero de 2005, junto a Luís Miguel Cintra,  fue entregado el 1 de marzo de 2005, día de la Universidad de Coímbra (2005).
Políticamente, y después de militancia católica en durante su juventud  (hasta 1966), fue militante del Partido Comunista Portugués (hasta 1988).  Posteriormente asumió posiciones próximas al Bloco de Esquerda. En 2000 apoyó a Jorge Sampaio en su candidatura a un segundo mandato como Presidente da República.
Doctor honoris causa por la Universidad de Lucerna, 4 de noviembre de 2010
En agosto de 2012 dejó la docencia UAL.

## Obra e influencia

### Vísperas del Leviatán – 1993
Hespanha es autor de artículos y libros sobre Historia del Derecho y de las Instituciones,  de los que tal vez los más conocidos sean  ‘’As Vésperas do Leviathan (‘’Vísperas del Leviatán: instituciones y poder político. Portugal, siglo XVII’’) ,  un amplio cuadro de las ideas y prácticas políticas en el Portugal del Antiguo Régimen –el período anterior a las revoluciones liberales.

### La Gracia del Derecho  - 1994
El libro Vísperas del Leviatán ha sido complementado con estudios de detalle, con el objeto de identificar las divergencias entre la organización política y jurídica del  Antiguo Régimen y la Modernidad.  Algunos de dichas divergencias fueron señaladas por el autor en el libro  ‘’La gracia del derecho. Economía de la Cultura en la Edad Moderna’’.
Otro libro, temáticamente más homogéneo,  sobre el lenguaje de la desvaloración social,  ha sido publicados en 2010, Imbecillitas. As bem-aventuranças da inferioridade nas sociedades de Antigo Regime”.
Los estudios más recientes sobre las lógicas sociales y político-jurídicas en el Antiguo Régimen han consistido en la aplicación por el autor del anterior  paradigma explicativo en la sociedad colonial brasileña. Dichos estudios han sido reunidos en el libro de 2010 ‘’O caleidoscópio do Antigo Regime.

### Cultura jurídica europea: síntesis de un milenio – 1996
En el campo de la Historia del Derecho el libro de Hespanha de 1996 Cultura jurídica europea. Síntesis de un milenio’’ ha tenido una gran repercusión y difusión, con ediciones en diversas lenguas (portugués, italiano, chino y castellano), siendo adoptado como texto de referencia en varias universidades.
Prolongando sus estudios de Historia Institucional y Jurídica sobre el Siglo XIX, Hespanha publicó en 2004  un largo ensayo sobre el sistema político y jurídico del constitucionalismo monárquico portugués denominado  ‘’Guiando a mão invisível. Direitos, lei e Estado no liberalismo monárquico português’’, donde señala las incongruencias de las etiquetas “liberal” y “legalista” asignadas habitualmente a los sistemas político-jurídicos de este período. En una posterior versión, bastante modificada, publicada en Brasil (‘’Hércules Confundido. Sentidos Improváveis e Variados do Constitucionalismo Oitocentista. O Caso Português’’) en 2009, añadió una mirada crítica a las innovaciones constitucionales del llamado "vintismo", en línea con lo que se está defendiendo en la interpretación que se hace sobre la Constitución de Cádiz española de  (1812) por la historiografía española más reciente y en concreto en el jurista Carlos Garriga.

### O caleidoscopia do direito - 2009
En la última década Hespanha también publicó trabajos sobre Introducción al Derecho con uno acentuado componente teórico marcado por el “pluralista” y el “realista”. Destaca en este sentido el libro ‘’O caleidoscópio do direito. O direito e a justiça nos dias e no mundo de hoje’’ (El caleidoscopia del dercho. El derecho y la justicia hoy),  donde hace una revisión de la dogmática jurídica más tradicional, teniendo en cuenta las contribuciones teóricas de Herbert Lionel Hart, Jürgen Habermas y Niklas Luhmann, autores que, en su opinión, obligan a una profunda revisión de las teorías establecidas, tanto de las fuentes del derecho como de la norma jurídica.
Hespanha insiste en la idea de que las normas del derecho deben estar provistas de suficiente verificabilidad que impida la arbitraria interpretación, y permita su aplicación y construcción dogmática. En este sentido, se posiciona en un realismo positivista y post-estatal, pero anclado a un derecho legítimado democráticamente, construido de una manera diferente a las características propias ‘’limitativas’’ del Estado nación.

Desde el punto de vista metodológíco se integra en las corrientes que, marcadas por el concepto de "ruptura histórica", han puesto de relieve la alteridad de los modelos culturales, políticos y jurídicos de los períodos históricos de pre-contemporáneos. Partiendo de esta premisa, propone tanto una crítica del uso de la historia como legitimación del presente como una crítica de las pretensiones del derecho y la política contemporáneas de haber alcanzado formas universales y ‘’ahistóricas’’ en su regulación y normatividad.

## Publicaciones
- Artículos de Antonio Manuel Hespanha en Dialnet, muchos a Texto completo

### Publicaciones en español
- Cultura jurídica europea : síntesis de un milenio,  (trad. Isabel Soler y Concepción Valera; ed. Antonio Serrano González),  Tecnos, Madrid, 2002, ISBN 8430938982.
- (con A. Serrano), La senda amorosa del Derecho. Amor y iustitia en el discurso jurídico moderno, en  ‘’Pasiones del jurista : amor, memoria, melancolía, imaginación’’,  Carlos Petit (ed.), Centro de Estudios Constitucionales ISBN 84-259-1024-2 , págs. 23-74, 1997
- La gracia del derecho : economía de la cultura en la Edad Moderna,  (trad.  Ana Cañellas Haurie), Madrid, Centro de Estudios Constitucionales, 1993.
- Vísperas del Leviatán : instituciones y poder político (Portugal, siglo XVII) , Madrid, Taurus, 1989, ISBN 8430612904.

### Publicaciones en portugués
- "A História do Direito na História Social"; Lisboa, Livros Horizonte, 1977.
- "História das Instituições. Épocas medieval e moderna"; Coímbra, Almedina, 1982.
- "Poder e Instituições na Europa do Antigo Regime" (prefacio y selección de textos), Lisboa, Gulbenkian, 1984.
- "Poder e Instituições no Antigo Regime. Guia de Estudo" Lisboa, Cosmos, 1992.
- "Lei, Justiça, Litigiosidade. História e prospectiva"; Lisboa, Gulbenkian, 1993.
- "La gracia del derecho. Economía de la Cultura en la Edad Moderna ";  Madrid, Centro de Estúdios Constitucionales, 1993.
- "As Vésperas do Leviathan. Instituições e Poder Político. Portugal, séc. XVIII"; Coímbra, Almedina, 1994; (ed. Castelhana, Madrid, Tecnos, 1989).
- "A História de Portugal" (coord. José Mattoso), vol. IV (O Antigo Regime)(autor e coord.); Lisboa, Círculo de Leitores, 1994.
- "História de Portugal moderno. Político-institucional"; Lisboa, Universidade Aberta, 1995; (ed. brasileira, 2006).
- "Cultura Jurídica Europeia. Síntese de um milénio", Lisboa, Europa-América, 1996; (ed. italiana, 2000; ed. castellana, 2002; ed. brasileira, 2005).
- "Panorama da História Institucional e Jurídica de Macau", Macau, Fundação Macau, 1995.
- "Há 500 anos. Três anos de comemorações dos descobrimentos portugueses", Lisboa, Comissão dos Descobrimentos, 1999.
- "O orientalismo em Portugal". Catálogo da exposição (organização), Lisboa, Comissão dos Descobrimentos,  2000.
- "O Milénio português. Séc. XVII", Lisboa, Círculo de Leitores, 2001.
- "Feelings of justice in the Chinese community of Macao" (coord. y autor), 2003.
- "História militar de Portugal", vol. II (Época moderna) (coord.), Lisboa, Círculo de Leitores, 2004.
- "Guiando a mão invisível. Direito, Estado e lei no liberalismo monárquico português", Coímbra, Almedina, 2004.
- “Inquérito aos sentimentos de justiça num ambiente urbano” (coord. e autor); Lisboa, Ministério da Justiça, GPLP, 2005.
- “O direito dos letrados”; Florianópolis, Fundação Boiteux, 2006.
- “O caleidoscópio do direito. O direito e a justiça nos dias e no mundo de hoje”; Almedina Editores, 2007; 2ª ed. alterada, 2009.
- ”Hércules Confundido. Sentidos Improváveis e Variados do Constitucionalismo Oitocentista. O Caso Português”; Curitiba, Juruá, 2009.
- “Imbecillitas. As bem-aventuranças da inferioridade nas sociedades de Antigo Regime”; São Paulo, Annablume, 2010. 294 pags., ISBN 9788539101078,
- “A política perdida - Ordem e Governo Antes da Modernidade"; Curitiba, Juruá Editora, 2010.
- “O caleidoscópio do Antigo Regime”; São Paulo, Alameda, 2010.
- Tradutor de obras de Franz Wieacker, John Gilissen, Arthur Kaufmann e Winfried Hassemer e Horst Dippel.
- Coordenação (em colaboração com Cristina Nogueira da Silva) do Projecto “Arquivos Digitais da História do Direito Português” (digitalização de toda a literatura jurídica académica portuguesa do século XIX: www.fd.unl.pt)

#### Publicaciones sobre la obra de Antonio M. Hespanha
- Zabalza, José Ignacio Lacasta - “Antiformalismo jurídico "Fin de siglo": su gracia e inconvenientes. Contrapunto jurídico y moderadamente formalista al ideario plenamente antiformalista de Antonio Hespanha", Ius fugit, 3/4 (1994-1995), (pp. 437-456).
- Torre, Angelo - “Percorsi della pratica. 1966-1995”, Studi storici, 1995, (pp. 799-829).
- Bizzochi, Roberto - “Storia debile, storia forte”, Storia, 1996, (pp. 93-114).
- Petit, Carlos - “Estado de Dios, gracia de Hespanha”, Quaderni fiorentini per la st. del pensiero giuridico moderno, 1998 (también en Initium. Revista Catalana d'Història del Dret n.º 1) [Homenatge al prof. Josep M. Gay i Escoda] (1996).
- Fonseca, Ricardo Marcelo  – “Direito e história: relações entre concepções de história, historiografia e a história do direito a partir da obra de António Manuel Hespanha”; Curitiba, Dezembro 1997.
- Petraglia, G. - "«Stato» e «moderno» in Italia e nel Rinascimento”, en Storica, 8 (1997).
- Mineo, E. Igor - “Mineo legge Hespanha” (Recensão a A.M. Hespanha, "Introduzione alla storia del diritto europeo", II Mulino, Bologna 1999), Storica, vol. 15, 1999,(pp. 146-151).
- Martínez Pérez, Fernando - “Los dos Hespanhas” (Recensión de A.M. Hespanha, "Guiando a mão invisível. Direitos, Estado e Lei no liberalismo monárquico português", Coímbra, Almedina, 2004, 588 pp.) (Historia Constitucional (revista electrónica), n.º 6, 2005.